# Hétéronette à tête noire
Heteronetta atricapilla
Genre
Espèce
Statut de conservation UICN

 LC  : Préoccupation mineure
L'hétéronette à tête noire (Heteronetta atricapilla) est une espèce d'oiseaux de la famille des Anatidés, la seule représentante du genre Heteronetta.

## Répartition

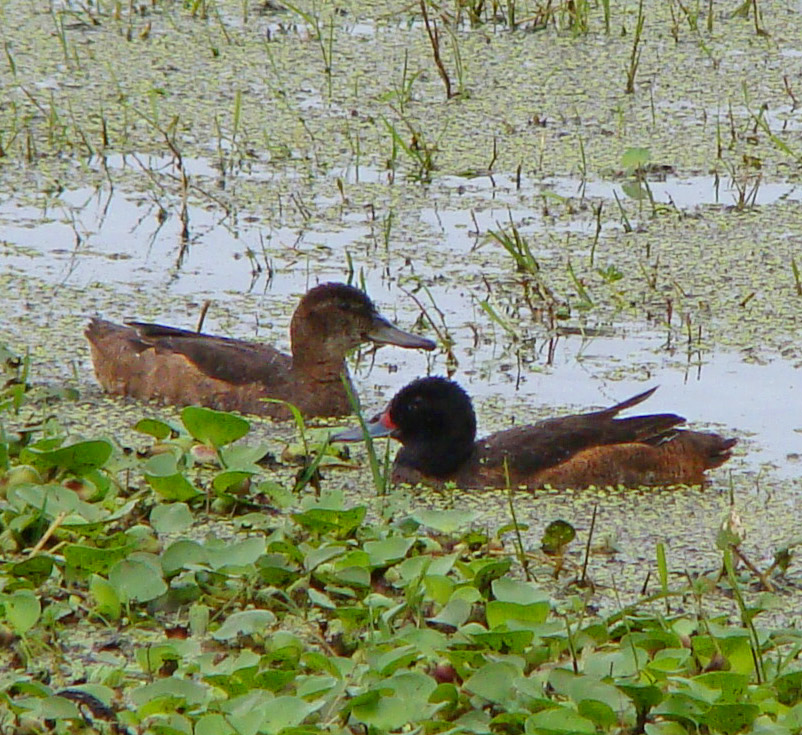
Heteronetta atricapilla

Cet oiseau vit dans le centre-sud de l'Amérique du Sud.

## Comportement
L'hétéronette à tête noire est connue pour faire du parasitisme de couvée sur les autres espèces de canards ainsi que les foulques, les ibis et les goélands.

## Habitat
Cet oiseau préfère les zones humides comme les lacs d'eau douce ou les tourbières.